# 她们
《她们》，2014年上映于中国大陆的偶像剧，导演阚迪、王礼滢，主演张佑方、刘梦珂、李佑晨、姜贝儿。

## 剧情
该剧讲述21世纪，广东省的某所高中，梅小雨因为家境问题（父亲喜好赌博，输钱借高利贷离家出走）而退学做了商人蒋天磊的包养情人，喜欢她的女同性恋程怡然则一直苦等四年，痴痴守候，同样，张雅菲（蒋天磊同母异父妹妹）从高中一直深爱程怡然，一直苦苦等候，四年之后相逢，控制欲望强烈的蒋天磊因霸道和蛮横痛失梅小雨的真心，最终梅小雨和程怡然走到了一起。

## 演出
| 演员          | 角色   | 备注                                                   |
| 蒂娜·吉塔勒拉 |        | 评委。                                                 |
| 张佑方        | 程怡然 |                                                        |
| 刘梦珂        | 梅小雨 |                                                        |
| 李佑晨        | 郭令   | 喜欢张雅菲，程怡然的“好哥们”。                         |
| 姜贝儿        | 张雅菲 | 蒋天磊的同母异父妹妹，喜欢程怡然。                     |
| 张弛          | 吴亮   | 郭令的表哥，曾追求张雅菲。                             |
| 陆以骞        | 吴拉拉 | 村里饭馆老板。                                         |
| 冯嘉豪        | 安凯臣 | 蒋天磊的专职侍者，暗恋梅小雨。                         |
| 刘梦珂        | 若琦   | 蒋天磊的前女友，不堪忍受蒋天磊的霸道和蛮横出车祸而死。 |
| 陈荣森        |        | 程怡然父亲。                                           |
| 郎淑玲        |        | 梅小雨母亲。                                           |
| 阚迪          |        | 音乐老师。                                             |
| 音子          |        | 系主任。                                               |
| 张浩城        | 陈默   | 梅小雨高中同学，曾追过她。                             |
| 马丹贻        |        | 塔罗师。                                               |